# برينغيلا ملكة قشتالة
برينغاريا ملكة قشتالة وطليطلة كانت (عقيلة ملك ثم وصية العرش ثم ملكة ثم مستشارة) (1179 أو 1180-8 نوفمبر 1246) هي ملكة قشتالة الحاكمة وملكة ليون القرينة بزواجها من ألفونسو التاسع الذي يعتبر ابن عم والدها ألفونسو الثامن ملك قشتالة ابن سانشو الثالث ملك قشتالة ابن ألفونسو السابع، ووالدتها هي إليانور من إنجلترا ابنة هنري الثاني ملك إنجلترا وإليانور آكيتيان ابن جيفري الخامس كونت أنجو وماتيلدا ملكة إنجلترا ابنة هنري الأول ملك إنجلترا، وهي ووالدة فرناندو الثالث ملك قشتالة وليون. كانت ملكة قشتالة لشهرين فقط من 6 يونيو-31 أغسطس 1217 وخلفها ابنها الذي أصبح ملك قشتالة منذ ذلك التاريخ حتى وفاته 1252، وأصبحت مستشارة له، وأيضا عند وفاة والده ألفونسو التاسع قام بتوحيد مملكة ليون ومملكة قشتالة من جديد بعد فراق دام 73 سنة التي قسمها جده الأكبر ألفونسو السابع فكانت قشتالة من نصيب سانشو وعرف بـسانشو الثالث ملك قشتالة وليون من نصيب فرناندو وعرف بـفرناندو الثاني ملك ليون.